# Elaeocarpus guillaumii
Elaeocarpus guillaumii là một loài thực vật có hoa trong họ Côm. Loài này được Vieill. mô tả khoa học đầu tiên năm 1865.